# (3519) Ambiorix
Pour les articles homonymes, voir Ambiorix (homonymie).
(3519) Ambiorix est un astéroïde de la ceinture principale découvert le 23 février 1984 à l'observatoire de La Silla par l'astronome belge Henri Debehogne (1928-2007). Sa désignation provisoire était 1984 DO.
Il porte le nom du chef des Éburons, le Gaulois Ambiorix.